# Dret constitucional

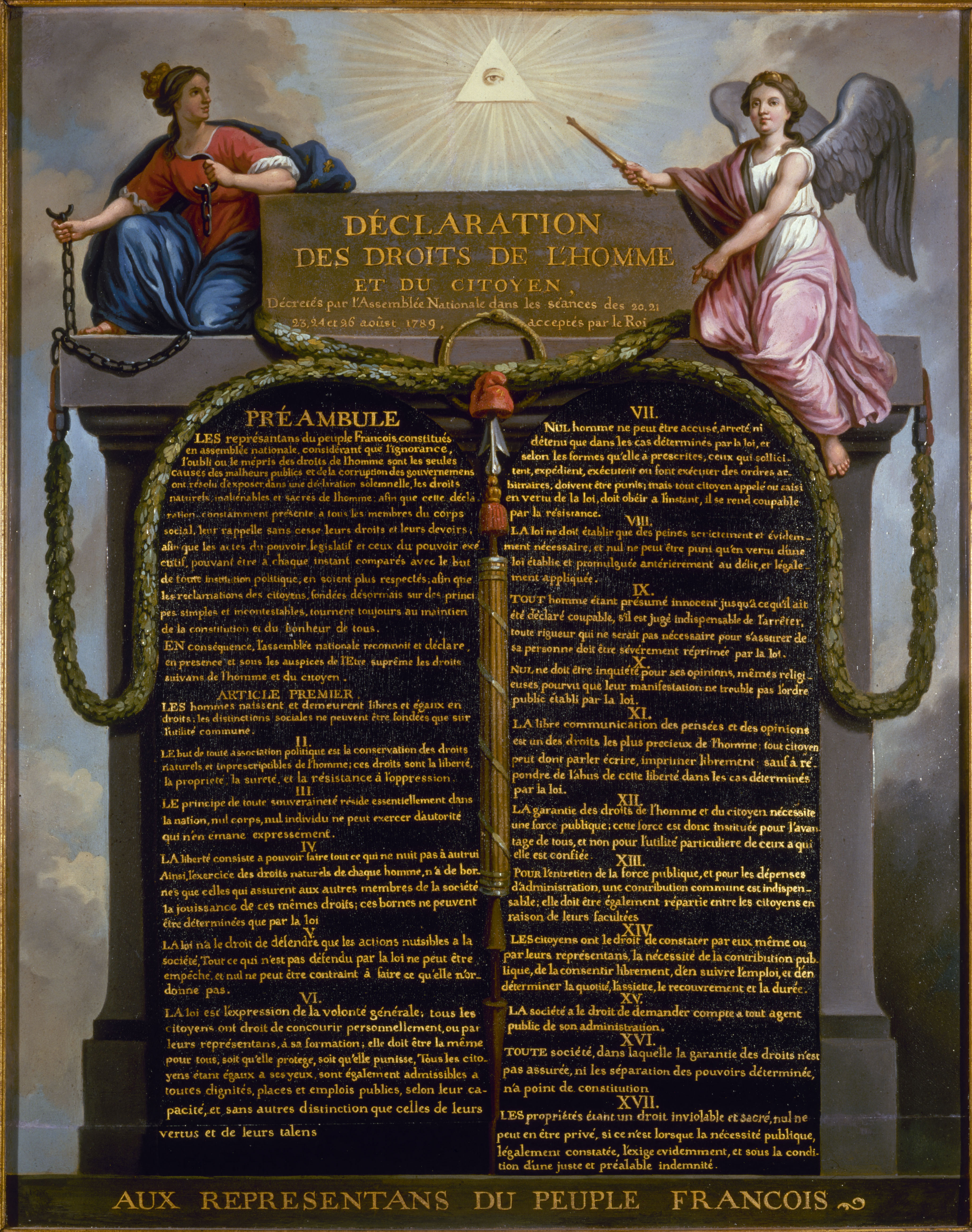
La Declaració dels Drets de l'Home i del Ciutadà, els principals drets de la qual encara tenen valor constitucional

El dret constitucional és una branca del dret públic el camp d'estudi de la qual inclou l'anàlisi de les lleis fonamentals que defineixen un estat. Entre els principis doctrinals del dret constitucional hi ha la divisió de poders (poder legislatiu, poder executiu i poder judicial). És matèria d'estudi del Dret Constitucional tot el que té a veure amb la forma d'estat, la forma de govern, els drets fonamentals i la regulació dels poders públics, incloent-hi tant les relacions entre els poders públics com les relacions entre els poders públics i els ciutadans.
Com que el nombre d'estats s'ha multiplicat, també ho han fet les constitucions i amb elles el cos del dret constitucional, encara que a vegades aquesta llei emana de fonts fora de l'estat. Especialment des de mitjan segle xx, la protecció dels drets individuals s'ha convertit també en una preocupació de les institucions supranacionals.

## Evolució històrica
El terme Constitució i, per tant, l'expressió Dret Constitucional va lligat en el seu origen a un significat polític, i evoca idees com llibertat i democràcia, garantia dels drets dels ciutadans i limitació del poder. Aquesta connotació política respon al sentit que ha tingut històricament el constitucionalisme com a moviment ideològic i polític. La Declaració dels Drets de l’Home i del Ciutadà, votada per l’Assemblea Constituent francesa el 26 d’agost de 1789, recollia la influència de la declaració d’Independència dels Estats Units d’Amèrica (1776) i del pensament dels filòsofs il·lustrats del segle XVIII. En l'article 16 establia que «Tota societat en la qual la garantia dels drets no estigui assegurada ni la separació de poders determinada no té Constitució.»
Les primeres constitucions aprovades en el segle XVIII als Estats Units i França com a mostra del constitucionalisme liberal, conformen les bases d'un pacte sobre l'estructura de l'organització política de l'estat i el reconeixement dels drets individuals. Cal remarcar, doncs, que es tractava d'un plantejament per assegurar la garantia de la llibertat enfront del poder públic, i no pas introduir en els ordenaments una norma constitucional, pel fet que els textos inicials no disposaven d'un entramat institucional i jurídic que permetés la seva aplicació real i, per tant, a causa de diversos factors polítics i ideològics, en concret a Europa, les constitucions fins ben entrat el segle XX es consideren mers textos programàtics que no van més enllà de ser principis orientadors de l'acció pública més que una norma jurídica vinculant pels poders. Serà la dogmàtica alemanya a finals del segle XIX la que començarà una elaboració del dret públic que derivarà en la juridificació de les constitucions democràtiques del primer terç del segle xx, regulant cada vegada més efectiva el funcionament de l'Estat. Després de la Segona Guerra Mundial les constitucions prendran una efectivitat normativa més perfeccionada i seran l'eix de l'ordenament jurídic, com a procés encara en marxa en el constitucionalisme europeu.

## El terme Dret Constitucional
El valor polític del terme Constitució es fa palès en la seva denominació acadèmica. En les universitats, si bé a principis del segle XIX, a l'Estat Espanyol en el Trienni Liberal (1821) es va utilitzar el terme Dret Constitucional per designar les corresponents càtedres, van desaparèixer com a tals en el Pla de 1824 amb la segona restauració, per passar a ser càtedres de Dret Públic o de Dret Administratiu i Dret Polític. De fet, el Dret Polític ha englobat tradicionalment: l'estudi de la teoria de l'Estat, forma bàsica d'organització política de la societat; teoria dels actes polítics, com a normes reguladores de les decisions polítiques dels ens públics i la participació del poble i també la teoria de la Constitució, que porta a la creació del Dret constitucional, o bé es pot estudiar com a eix central del modern Dret polític, depenent dels autors. La idea de codi que es va afirmant progressivament en el segle XVIII, serà amb la imposició de l'Estat Constitucional al llarg de tot el segle XIX i principis del XX, que possibilitarà el moviment codificador es tradueixi en resultats pràctics. La Constitució és el pressupost polític perquè existeixi un ordenament jurídic propi de l'Estat representatiu, tot i que inicialment en quedava al marge com una premissa política fora de l'àmbit jurídic. De forma progressiva, a partir del 1945, a pràcticament tot el continent europeu, la Constitució traspassarà la línia entre política i dret, i sense deixar de ser punt de partida polític també es convertirà en norma jurídica de l'ordenament estatal. El Dret Polític es converteix, doncs, en Dret Constitucional. Aquest trànsit de la política al dret està definida per les garanties constitucionals que permeten la subordinació de la voluntat ordinària de l'Estat, la llei, a la manifestació de voluntat extraordinària, la Constitució.

## Funció constitucional de les normes
Pel principi estructural, cada categoria normativa té assignada per la Constitució una funció diferent dins el que és l'ordenament jurídic. La funció de les lleis orgàniques de desenvolupament dels drets fonamentals és innovar l'ordenament concretant determinats conceptes del text constitucional. D'altra manera, hi ha normes com estatuts d'autonomia o lleis orgàniques que s'atribueixen competències derivades de la Constitució, com a conjunt normatiu coextensiu d'una forma territorial, però compartint l'atribut de superioritat respecte a la resta de normes de l'ordenament. En cas de conflictes normatius, se'n deriva la regla de jerarquia, si la relació és de superioritat i la regla de reserva de l'àmbit material, en el cas de la relació de paritat, i en resulta la nul·litat de la norma si la norma inferior contradiu la superior; en el cas de paritat, és nul·la la norma que excedeixi l'àmbit material constitucionalment atribuït a ella per la reserva. Cal tenir en compte que la reserva material és la tècnica per la qual constitucionalment s'estableix que certes matèries només poden ser regulades per determinades categories normatives.